# Държавно устройство на Сомалия
Сомалия е полупрезидентска република.

## Законодателна власт
Законодателен орган в Сомалия е преходен федерален парламент, състоящ се от 275 народни представители.